# Lutjanus maxweberi
Lutjanus maxweberi es una especie de peces de la familia Lutjanidae en el orden de los Perciformes.

## Morfología
• Los machos pueden llegar alcanzar los 15 cm de longitud total.

## Hábitat
Es un pez de mar de clima tropical (28°N-14°S, 116°E-155°E).

## Distribución geográfica
Se encuentra en las Filipinas, Indonesia (Sulawesi) y Nueva Guinea.